# Eleições legislativas portuguesas de 2019 no distrito de Setúbal
| Eleições legislativas portuguesas de 2019 Distritos: Aveiro \| Beja \| Braga \| Bragança \| Castelo Branco \| Coimbra \| Évora \| Faro \| Guarda \| Leiria \| Lisboa \| Portalegre \| Porto \| Santarém \| Setúbal \| Viana do Castelo \| Vila Real \| Viseu \| Açores \| Madeira \| Estrangeiro |

## Resultados por concelho
Os resultados nos concelhos do Distrito de Setúbal foram os seguintes:

### Alcácer do Sal
| Partido                 | Partido                                         | Votos  | %               | +/-  |
| ----------------------- | ----------------------------------------------- | ------ | --------------- | ---- |
|                         | Partido Socialista                              | 2 408  | 44,46 / 100,00  | 3,14 |
|                         | CDU - Coligação Democrática Unitária            | 1 363  | 25,17 / 100,00  | 1,29 |
|                         | Partido Social Democrata                        | 510    | 9,42 / 100,00   | -    |
|                         | Bloco de Esquerda                               | 450    | 8,31 / 100,00   | 0,41 |
|                         | CDS – Partido Popular                           | 136    | 2,51 / 100,00   | -    |
|                         | Pessoas–Animais–Natureza                        | 97     | 1,79 / 100,00   | 1,11 |
|                         | Partido Comunista dos Trabalhadores Portugueses | 70     | 1,29 / 100,00   | 0,76 |
|                         | CHEGA!                                          | 61     | 1,13 / 100,00   | Novo |
|                         | Outros (com menos de 1,00%)                     | 170    | 3,14 / 100,00   |      |
| Votos Inválidos         | Votos Inválidos                                 | 151    | 2,79 / 100,00   | 0,76 |
| Total                   | Total                                           | 5 416  | 100,00 / 100,00 |      |
| Eleitorado/Participação | Eleitorado/Participação                         | 10 357 | 52,29 / 100,00  | 6,61 |

| Freguesia                                        | %     | %     | %     | %    | %    | %    | %    | %    | Votantes |
| Freguesia                                        | PS    | CDU   | PSD   | BE   | CDS  | PAN  | PCTP | CH   | Votantes |
| ------------------------------------------------ | ----- | ----- | ----- | ---- | ---- | ---- | ---- | ---- | -------- |
| Comporta                                         | 46,65 | 22,31 | 8,11  | 6,49 | 3,45 | 4,87 | 1,01 | 1,01 | 493      |
| Santa Maria do Castelo e Santiago e Santa Susana | 43,19 | 23,51 | 10,74 | 9,91 | 2,80 | 1,53 | 1,37 | 0,89 | 3 714    |
| São Martinho                                     | 28,52 | 63,28 | 1,95  | 2,34 | 0,39 | 0    | 1,56 | 0    | 256      |
| Torrão                                           | 52,57 | 22,88 | 6,93  | 4,62 | 1,47 | 1,68 | 1,05 | 2,41 | 953      |
| Alcácer do Sal                                   | 44,46 | 25,17 | 9,42  | 8,31 | 2,51 | 1,79 | 1,29 | 1,13 | 5 416    |

### Alcochete
| Partido                 | Partido                                         | Votos  | %               | +/-  |
| ----------------------- | ----------------------------------------------- | ------ | --------------- | ---- |
|                         | Partido Socialista                              | 3 353  | 37,21 / 100,00  | 4,15 |
|                         | Partido Social Democrata                        | 1 585  | 17,59 / 100,00  | -    |
|                         | CDU - Coligação Democrática Unitária            | 1 219  | 13,53 / 100,00  | 3,72 |
|                         | Bloco de Esquerda                               | 916    | 10,16 / 100,00  | 2,26 |
|                         | CDS – Partido Popular                           | 433    | 4,80 / 100,00   | -    |
|                         | Pessoas–Animais–Natureza                        | 358    | 3,97 / 100,00   | 2,33 |
|                         | CHEGA!                                          | 193    | 2,14 / 100,00   | Novo |
|                         | Iniciativa Liberal                              | 148    | 1,64 / 100,00   | Novo |
|                         | LIVRE                                           | 119    | 1,32 / 100,00   | 0,16 |
|                         | Partido Comunista dos Trabalhadores Portugueses | 93     | 1,03 / 100,00   | 0,37 |
|                         | Outros (com menos de 1,00%)                     | 263    | 2,92 / 100,00   |      |
| Votos Inválidos         | Votos Inválidos                                 | 332    | 3,68 / 100,00   | 0,42 |
| Total                   | Total                                           | 9 012  | 100,00 / 100,00 |      |
| Eleitorado/Participação | Eleitorado/Participação                         | 15 069 | 59,80 / 100,00  | 3,17 |

| Freguesia     | %     | %     | %     | %     | %    | %    | %    | %    | %    | %    | Votantes |
| Freguesia     | PS    | PSD   | CDU   | BE    | CDS  | PAN  | CH   | IL   | L    | PCTP | Votantes |
| ------------- | ----- | ----- | ----- | ----- | ---- | ---- | ---- | ---- | ---- | ---- | -------- |
| Alcochete     | 36,90 | 18,68 | 12,65 | 10,59 | 5,45 | 3,76 | 1,90 | 1,65 | 1,33 | 1,09 | 6 168    |
| Samouco       | 39,07 | 12,43 | 19,35 | 8,63  | 2,94 | 3,61 | 2,63 | 0,92 | 1,22 | 1,47 | 1 633    |
| São Francisco | 36,25 | 18,99 | 10,16 | 10,07 | 4,05 | 5,53 | 2,73 | 2,56 | 1,40 | 0,17 | 1 211    |
| Alcochete     | 37,21 | 17,59 | 13,53 | 10,16 | 4,80 | 3,97 | 2,14 | 1,64 | 1,32 | 1,03 | 9 012    |

### Almada
| Partido                 | Partido                              | Votos   | %               | +/-  |
| ----------------------- | ------------------------------------ | ------- | --------------- | ---- |
|                         | Partido Socialista                   | 32 458  | 38,92 / 100,00  | 3,06 |
|                         | Partido Social Democrata             | 13 186  | 15,81 / 100,00  | -    |
|                         | CDU - Coligação Democrática Unitária | 11 749  | 14,09 / 100,00  | 2,23 |
|                         | Bloco de Esquerda                    | 9 903   | 11,87 / 100,00  | 0,39 |
|                         | Pessoas–Animais–Natureza             | 4 127   | 4,95 / 100,00   | 2,84 |
|                         | CDS – Partido Popular                | 2 502   | 3,00 / 100,00   | -    |
|                         | CHEGA!                               | 1 284   | 1,54 / 100,00   | Novo |
|                         | LIVRE                                | 1 246   | 1,49 / 100,00   | 0,42 |
|                         | Iniciativa Liberal                   | 1 147   | 1,38 / 100,00   | Novo |
|                         | Outros (com menos de 1,00%)          | 2 901   | 3,47 / 100,00   |      |
| Votos Inválidos         | Votos Inválidos                      | 2 893   | 3,47 / 100,00   | 0,31 |
| Total                   | Total                                | 83 396  | 100,00 / 100,00 |      |
| Eleitorado/Participação | Eleitorado/Participação              | 150 611 | 55,37 / 100,00  | 4,12 |

| Freguesia                                  | %     | %     | %     | %     | %    | %    | %    | %    | %    | Votantes |
| Freguesia                                  | PS    | PSD   | CDU   | BE    | PAN  | CDS  | CH   | L    | IL   | Votantes |
| ------------------------------------------ | ----- | ----- | ----- | ----- | ---- | ---- | ---- | ---- | ---- | -------- |
| Almada, Cova da Piedade, Pragal e Cacilhas | 37,78 | 15,20 | 16,50 | 12,84 | 4,72 | 2,76 | 1,19 | 1,79 | 1,27 | 25 958   |
| Caparica e Trafaria                        | 43,51 | 12,23 | 15,64 | 10,45 | 4,60 | 2,96 | 1,41 | 1,20 | 0,88 | 10 627   |
| Charneca de Caparica e Sobreda             | 36,27 | 19,62 | 10,84 | 11,39 | 5,35 | 3,61 | 1,84 | 1,59 | 1,88 | 23 002   |
| Costa de Caparica                          | 37,68 | 20,72 | 9,46  | 11,22 | 6,15 | 3,74 | 1,30 | 1,41 | 1,54 | 6 361    |
| Laranjeiro e Feijó                         | 41,68 | 12,15 | 15,54 | 12,20 | 4,53 | 2,32 | 1,81 | 1,16 | 1,10 | 17 808   |
| Almada                                     | 38,92 | 15,81 | 14,09 | 11,87 | 4,95 | 3,00 | 1,54 | 1,49 | 1,38 | 83 396   |

### Barreiro
| Partido                 | Partido                              | Votos  | %               | +/-  |
| ----------------------- | ------------------------------------ | ------ | --------------- | ---- |
|                         | Partido Socialista                   | 16 018 | 41,10 / 100,00  | 5,30 |
|                         | CDU - Coligação Democrática Unitária | 8 131  | 20,86 / 100,00  | 4,78 |
|                         | Bloco de Esquerda                    | 4 657  | 11,95 / 100,00  | 0,28 |
|                         | Partido Social Democrata             | 3 985  | 10,22 / 100,00  | -    |
|                         | Pessoas–Animais–Natureza             | 1 554  | 3,99 / 100,00   | 2,21 |
|                         | CDS – Partido Popular                | 698    | 1,79 / 100,00   | -    |
|                         | CHEGA!                               | 658    | 1,69 / 100,00   | Novo |
|                         | LIVRE                                | 432    | 1,11 / 100,00   | 0,06 |
|                         | Outros (com menos de 1,00%)          | 1 645  | 4,22 / 100,00   |      |
| Votos Inválidos         | Votos Inválidos                      | 1 198  | 3,07 / 100,00   | 0,30 |
| Total                   | Total                                | 38 976 | 100,00 / 100,00 |      |
| Eleitorado/Participação | Eleitorado/Participação              | 68 267 | 57,09 / 100,00  | 5,25 |

| Freguesia                                   | %     | %     | %     | %     | %    | %    | %    | %    | Votantes |
| Freguesia                                   | PS    | CDU   | BE    | PSD   | PAN  | CDS  | CH   | L    | Votantes |
| ------------------------------------------- | ----- | ----- | ----- | ----- | ---- | ---- | ---- | ---- | -------- |
| Alto do Seixalinho, Santo André e Verderena | 42,24 | 21,25 | 11,96 | 9,07  | 3,91 | 1,77 | 1,54 | 1,03 | 20 408   |
| Barreiro e Lavradio                         | 40,07 | 21,64 | 12,65 | 10,58 | 3,73 | 1,64 | 1,76 | 1,14 | 11 189   |
| Palhais e Coina                             | 35,64 | 23,38 | 10,56 | 12,26 | 4,21 | 2,15 | 1,90 | 1,13 | 1 950    |
| Santo António da Charneca                   | 40,89 | 16,91 | 10,96 | 13,10 | 4,73 | 2,03 | 2,03 | 1,33 | 5 429    |
| Barreiro                                    | 41,10 | 20,86 | 11,95 | 10,22 | 3,99 | 1,79 | 1,69 | 1,11 | 38 976   |

### Grândola
| Partido                 | Partido                                         | Votos  | %               | +/-  |
| ----------------------- | ----------------------------------------------- | ------ | --------------- | ---- |
|                         | Partido Socialista                              | 2 322  | 36,55 / 100,00  | 0,38 |
|                         | CDU - Coligação Democrática Unitária            | 1 566  | 24,65 / 100,00  | 2,00 |
|                         | Partido Social Democrata                        | 861    | 13,55 / 100,00  | -    |
|                         | Bloco de Esquerda                               | 578    | 9,10 / 100,00   | 0,09 |
|                         | Pessoas–Animais–Natureza                        | 185    | 2,91 / 100,00   | 1,91 |
|                         | CDS – Partido Popular                           | 166    | 2,61 / 100,00   | -    |
|                         | Partido Comunista dos Trabalhadores Portugueses | 93     | 1,46 / 100,00   | 0,63 |
|                         | CHEGA!                                          | 90     | 1,42 / 100,00   | Novo |
|                         | Outros (com menos de 1,00%)                     | 234    | 3,67 / 100,00   |      |
| Votos Inválidos         | Votos Inválidos                                 | 258    | 4,06 / 100,00   | 1,32 |
| Total                   | Total                                           | 6 353  | 100,00 / 100,00 |      |
| Eleitorado/Participação | Eleitorado/Participação                         | 11 985 | 53,01 / 100,00  | 7,09 |

| Freguesia                                  | %     | %     | %     | %     | %    | %    | %    | %    | Votantes |
| Freguesia                                  | PS    | CDU   | PSD   | BE    | PAN  | CDS  | PCTP | CH   | Votantes |
| ------------------------------------------ | ----- | ----- | ----- | ----- | ---- | ---- | ---- | ---- | -------- |
| Azinheira dos Barros e São Mamede do Sádão | 55,06 | 22,15 | 4,75  | 6,96  | 2,53 | 2,53 | 2,22 | 0,63 | 316      |
| Carvalhal                                  | 32,83 | 22,51 | 12,57 | 11,44 | 4,50 | 2,44 | 1,69 | 2,63 | 533      |
| Grândola e Santa Margarida da Serra        | 35,35 | 26,41 | 12,94 | 9,16  | 2,93 | 2,44 | 1,42 | 1,47 | 4 707    |
| Melides                                    | 38,77 | 16,69 | 21,33 | 8,03  | 1,88 | 3,76 | 1,25 | 0,63 | 797      |
| Grândola                                   | 36,55 | 24,65 | 13,55 | 9,10  | 2,91 | 2,61 | 1,46 | 1,42 | 6 353    |

### Moita
| Partido                 | Partido                                         | Votos  | %               | +/-  |
| ----------------------- | ----------------------------------------------- | ------ | --------------- | ---- |
|                         | Partido Socialista                              | 11 272 | 37,91 / 100,00  | 5,69 |
|                         | CDU - Coligação Democrática Unitária            | 6 770  | 22,77 / 100,00  | 4,79 |
|                         | Bloco de Esquerda                               | 3 835  | 12,90 / 100,00  | 0,60 |
|                         | Partido Social Democrata                        | 2 721  | 9,15 / 100,00   | -    |
|                         | Pessoas–Animais–Natureza                        | 1 180  | 3,97 / 100,00   | 1,99 |
|                         | CDS – Partido Popular                           | 666    | 2,24 / 100,00   | -    |
|                         | CHEGA!                                          | 594    | 2,00 / 100,00   | Novo |
|                         | Partido Comunista dos Trabalhadores Portugueses | 342    | 1,15 / 100,00   | 0,98 |
|                         | Outros (com menos de 1,00%)                     | 1 387  | 4,67 / 100,00   |      |
| Votos Inválidos         | Votos Inválidos                                 | 969    | 3,25 / 100,00   | 0,32 |
| Total                   | Total                                           | 29 736 | 100,00 / 100,00 |      |
| Eleitorado/Participação | Eleitorado/Participação                         | 57 679 | 51,55 / 100,00  | 5,03 |

| Freguesia                            | %     | %     | %     | %     | %    | %    | %    | %    | Votantes |
| Freguesia                            | PS    | CDU   | BE    | PSD   | PAN  | CDS  | CH   | PCTP | Votantes |
| ------------------------------------ | ----- | ----- | ----- | ----- | ---- | ---- | ---- | ---- | -------- |
| Alhos Vedros                         | 36,15 | 21,38 | 15,02 | 8,56  | 4,57 | 2,19 | 2,11 | 1,39 | 7 345    |
| Baixa da Banheira e Vale da Amoreira | 40,07 | 24,37 | 11,95 | 7,68  | 3,64 | 2,02 | 1,86 | 1,06 | 12 595   |
| Gaio-Rosário e Sarilhos Pequenos     | 37,88 | 29,86 | 10,27 | 8,03  | 2,73 | 1,44 | 1,52 | 1,12 | 1 246    |
| Moita                                | 36,23 | 20,56 | 12,85 | 11,99 | 4,11 | 2,73 | 2,18 | 1,08 | 8 550    |
| Moita                                | 37,91 | 22,77 | 12,90 | 9,15  | 3,97 | 2,24 | 2,00 | 1,15 | 29 736   |

### Montijo
| Partido                 | Partido                              | Votos  | %               | +/-  |
| ----------------------- | ------------------------------------ | ------ | --------------- | ---- |
|                         | Partido Socialista                   | 8 450  | 38,68 / 100,00  | 4,61 |
|                         | Partido Social Democrata             | 3 928  | 17,98 / 100,00  | -    |
|                         | Bloco de Esquerda                    | 2 483  | 11,37 / 100,00  | 1,72 |
|                         | CDU - Coligação Democrática Unitária | 2 276  | 10,42 / 100,00  | 2,99 |
|                         | Pessoas–Animais–Natureza             | 950    | 4,35 / 100,00   | 2,55 |
|                         | CDS – Partido Popular                | 852    | 3,90 / 100,00   | -    |
|                         | CHEGA!                               | 576    | 2,64 / 100,00   | Novo |
|                         | Iniciativa Liberal                   | 322    | 1,47 / 100,00   | Novo |
|                         | LIVRE                                | 281    | 1,29 / 100,00   | 0,19 |
|                         | Outros (com menos de 1,00%)          | 945    | 4,34 / 100,00   |      |
| Votos Inválidos         | Votos Inválidos                      | 783    | 3,58 / 100,00   | 0,44 |
| Total                   | Total                                | 21 846 | 100,00 / 100,00 |      |
| Eleitorado/Participação | Eleitorado/Participação              | 43 402 | 50,33 / 100,00  | 3,67 |

| Freguesia                         | %     | %     | %     | %     | %    | %    | %    | %    | %    | Votantes |
| Freguesia                         | PS    | PSD   | BE    | CDU   | PAN  | CDS  | CH   | IL   | L    | Votantes |
| --------------------------------- | ----- | ----- | ----- | ----- | ---- | ---- | ---- | ---- | ---- | -------- |
| Atalaia e Alto Estanqueiro-Jardia | 44,35 | 16,25 | 10,93 | 8,82  | 4,73 | 3,44 | 2,20 | 0,92 | 0,73 | 2 178    |
| Canha                             | 49,60 | 18,04 | 6,44  | 9,66  | 1,45 | 6,76 | 0,81 | 0,32 | 0,97 | 621      |
| Montijo e Afonsoeiro              | 37,75 | 18,11 | 11,90 | 10,07 | 4,66 | 3,73 | 2,84 | 1,66 | 1,42 | 16 358   |
| Pegões                            | 38,14 | 23,36 | 9,08  | 9,30  | 1,66 | 5,48 | 1,95 | 0,87 | 1,23 | 1 387    |
| Sarilhos Grandes                  | 36,25 | 13,52 | 10,14 | 18,97 | 3,99 | 3,76 | 2,38 | 1,23 | 0,77 | 1 302    |
| Montijo                           | 38,68 | 17,98 | 11,37 | 10,42 | 4,35 | 3,90 | 2,64 | 1,47 | 1,29 | 21 846   |

### Palmela
| Partido                 | Partido                                         | Votos  | %               | +/-  |
| ----------------------- | ----------------------------------------------- | ------ | --------------- | ---- |
|                         | Partido Socialista                              | 10 813 | 37,43 / 100,00  | 5,16 |
|                         | Partido Social Democrata                        | 4 343  | 15,03 / 100,00  | -    |
|                         | CDU - Coligação Democrática Unitária            | 4 017  | 13,91 / 100,00  | 3,41 |
|                         | Bloco de Esquerda                               | 3 767  | 13,04 / 100,00  | 1,47 |
|                         | Pessoas–Animais–Natureza                        | 1 238  | 4,29 / 100,00   | 2,44 |
|                         | CDS – Partido Popular                           | 941    | 3,26 / 100,00   | -    |
|                         | CHEGA!                                          | 582    | 2,01 / 100,00   | Novo |
|                         | LIVRE                                           | 408    | 1,41 / 100,00   | 0,35 |
|                         | Partido Comunista dos Trabalhadores Portugueses | 317    | 1,10 / 100,00   | 0,83 |
|                         | Iniciativa Liberal                              | 294    | 1,02 / 100,00   | Novo |
|                         | Outros (com menos de 1,00%)                     | 988    | 3,42 / 100,00   |      |
| Votos Inválidos         | Votos Inválidos                                 | 1 179  | 4,08 / 100,00   | 0,54 |
| Total                   | Total                                           | 28 887 | 100,00 / 100,00 |      |
| Eleitorado/Participação | Eleitorado/Participação                         | 54 569 | 52,94 / 100,00  | 4,45 |

| Freguesia           | %     | %     | %     | %     | %    | %    | %    | %    | %    | %    | Votantes |
| Freguesia           | PS    | PSD   | CDU   | BE    | PAN  | CDS  | CH   | L    | PCTP | IL   | Votantes |
| ------------------- | ----- | ----- | ----- | ----- | ---- | ---- | ---- | ---- | ---- | ---- | -------- |
| Palmela             | 35,42 | 18,48 | 11,93 | 13,96 | 4,01 | 3,60 | 1,87 | 1,39 | 0,96 | 1,06 | 8 332    |
| Pinhal Novo         | 38,38 | 11,13 | 16,20 | 14,19 | 4,28 | 2,64 | 2,05 | 1,54 | 1,14 | 0,98 | 11 596   |
| Poceirão e Marateca | 42,05 | 16,48 | 13,56 | 8,31  | 3,12 | 3,71 | 1,72 | 0,69 | 2,06 | 0,51 | 2 913    |
| Quinta do Anjo      | 36,17 | 17,07 | 12,39 | 11,84 | 5,24 | 3,75 | 2,28 | 1,54 | 0,74 | 1,27 | 6 046    |
| Palmela             | 37,43 | 15,03 | 13,91 | 13,04 | 4,29 | 3,26 | 2,01 | 1,41 | 1,10 | 1,02 | 28 887   |

### Santiago do Cacém
| Partido                 | Partido                                         | Votos  | %               | +/-  |
| ----------------------- | ----------------------------------------------- | ------ | --------------- | ---- |
|                         | Partido Socialista                              | 4 592  | 35,16 / 100,00  | 2,65 |
|                         | CDU - Coligação Democrática Unitária            | 2 503  | 19,16 / 100,00  | 2,46 |
|                         | Partido Social Democrata                        | 2 000  | 15,31 / 100,00  | -    |
|                         | Bloco de Esquerda                               | 1 639  | 12,55 / 100,00  | 0,09 |
|                         | CDS – Partido Popular                           | 390    | 2,99 / 100,00   | -    |
|                         | Pessoas–Animais–Natureza                        | 368    | 2,82 / 100,00   | 1,76 |
|                         | Partido Comunista dos Trabalhadores Portugueses | 194    | 1,49 / 100,00   | 0,43 |
|                         | CHEGA!                                          | 191    | 1,46 / 100,00   | Novo |
|                         | Outros (com menos de 1,00%)                     | 601    | 4,60 / 100,00   |      |
| Votos Inválidos         | Votos Inválidos                                 | 584    | 4,47 / 100,00   | 1,11 |
| Total                   | Total                                           | 13 062 | 100,00 / 100,00 |      |
| Eleitorado/Participação | Eleitorado/Participação                         | 24 248 | 53,87 / 100,00  | 4,55 |

| Freguesia                                        | %     | %     | %     | %     | %    | %    | %    | %    | Votantes |
| Freguesia                                        | PS    | CDU   | PSD   | BE    | CDS  | PAN  | PCTP | CH   | Votantes |
| ------------------------------------------------ | ----- | ----- | ----- | ----- | ---- | ---- | ---- | ---- | -------- |
| Abela                                            | 35,86 | 32,96 | 13,59 | 5,79  | 3,34 | 0,67 | 2,23 | 1,11 | 449      |
| Alvalade                                         | 35,47 | 31,70 | 12,08 | 8,05  | 3,02 | 1,26 | 1,38 | 1,38 | 795      |
| Cercal do Alentejo                               | 41,16 | 21,12 | 9,74  | 9,31  | 2,51 | 1,72 | 2,72 | 1,65 | 1 397    |
| Ermidas-Sado                                     | 32,93 | 28,26 | 13,59 | 13,04 | 1,85 | 1,52 | 1,30 | 0,76 | 920      |
| Santiago do Cacém, Sta. e S. Bartolomeu da Serra | 36,26 | 17,34 | 17,44 | 11,51 | 3,21 | 2,64 | 1,11 | 1,19 | 3 709    |
| Santo André                                      | 32,74 | 12,58 | 17,22 | 16,61 | 3,18 | 4,18 | 1,17 | 1,98 | 4 786    |
| São Domingos e Vale de Água                      | 38,09 | 34,36 | 7,62  | 4,70  | 2,76 | 1,62 | 2,92 | 0,81 | 617      |
| São Francisco da Serra                           | 31,88 | 23,39 | 16,45 | 12,34 | 2,83 | 2,31 | 2,06 | 0,26 | 389      |
| Santiago do Cacém                                | 35,16 | 19,16 | 15,31 | 12,55 | 2,99 | 2,82 | 1,49 | 1,46 | 13 062   |

### Seixal
| Partido                 | Partido                              | Votos   | %               | +/-  |
| ----------------------- | ------------------------------------ | ------- | --------------- | ---- |
|                         | Partido Socialista                   | 29 536  | 38,80 / 100,00  | 4,71 |
|                         | CDU - Coligação Democrática Unitária | 11 518  | 15,13 / 100,00  | 2,72 |
|                         | Partido Social Democrata             | 11 015  | 14,47 / 100,00  | -    |
|                         | Bloco de Esquerda                    | 8 768   | 11,52 / 100,00  | 1,82 |
|                         | Pessoas–Animais–Natureza             | 3 702   | 4,86 / 100,00   | 2,85 |
|                         | CDS – Partido Popular                | 2 124   | 2,79 / 100,00   | -    |
|                         | CHEGA!                               | 1 753   | 2,30 / 100,00   | Novo |
|                         | LIVRE                                | 920     | 1,21 / 100,00   | 0,21 |
|                         | Iniciativa Liberal                   | 845     | 1,11 / 100,00   | Novo |
|                         | Outros (com menos de 1,00%)          | 3 054   | 4,02 / 100,00   |      |
| Votos Inválidos         | Votos Inválidos                      | 2 892   | 3,80 / 100,00   | 0,29 |
| Total                   | Total                                | 76 127  | 100,00 / 100,00 |      |
| Eleitorado/Participação | Eleitorado/Participação              | 139 487 | 54,58 / 100,00  | 4,20 |

| Freguesia                                | %     | %     | %     | %     | %    | %    | %    | %    | %    | Votantes |
| Freguesia                                | PS    | CDU   | PSD   | BE    | PAN  | CDS  | CH   | L    | IL   | Votantes |
| ---------------------------------------- | ----- | ----- | ----- | ----- | ---- | ---- | ---- | ---- | ---- | -------- |
| Amora                                    | 41,26 | 15,12 | 14,28 | 10,77 | 4,59 | 2,54 | 1,91 | 1,17 | 0,92 | 21 544   |
| Corroios                                 | 38,68 | 12,91 | 16,47 | 11,93 | 4,97 | 3,08 | 2,12 | 1,22 | 1,17 | 24 008   |
| Fernão Ferro                             | 38,45 | 10,20 | 17,01 | 12,38 | 4,91 | 3,44 | 2,95 | 1,05 | 1,21 | 9 455    |
| Seixal, Arrentela e Aldeia de Paio Pires | 36,58 | 19,87 | 11,25 | 11,42 | 5,00 | 2,42 | 2,62 | 1,31 | 1,19 | 21 120   |
| Seixal                                   | 38,80 | 15,13 | 14,47 | 11,52 | 4,86 | 2,79 | 2,30 | 1,21 | 1,11 | 76 127   |

### Sesimbra
| Partido                 | Partido                              | Votos  | %               | +/-  |
| ----------------------- | ------------------------------------ | ------ | --------------- | ---- |
|                         | Partido Socialista                   | 8 678  | 38,48 / 100,00  | 6,47 |
|                         | Partido Social Democrata             | 3 350  | 14,86 / 100,00  | -    |
|                         | CDU - Coligação Democrática Unitária | 3 008  | 13,34 / 100,00  | 2,19 |
|                         | Bloco de Esquerda                    | 2 746  | 12,18 / 100,00  | 1,99 |
|                         | Pessoas–Animais–Natureza             | 1 083  | 4,80 / 100,00   | 2,43 |
|                         | CDS – Partido Popular                | 728    | 3,23 / 100,00   | -    |
|                         | CHEGA!                               | 609    | 2,70 / 100,00   | Novo |
|                         | LIVRE                                | 282    | 1,25 / 100,00   | 0,28 |
|                         | Outros (com menos de 1,00%)          | 1 210  | 5,35 / 100,00   |      |
| Votos Inválidos         | Votos Inválidos                      | 857    | 3,80 / 100,00   | 0,45 |
| Total                   | Total                                | 22 551 | 100,00 / 100,00 |      |
| Eleitorado/Participação | Eleitorado/Participação              | 44 051 | 51,19 / 100,00  | 5,05 |

| Freguesia           | %     | %     | %     | %     | %    | %    | %    | %    | Votantes |
| Freguesia           | PS    | PSD   | CDU   | BE    | PAN  | CDS  | CH   | L    | Votantes |
| ------------------- | ----- | ----- | ----- | ----- | ---- | ---- | ---- | ---- | -------- |
| Quinta do Conde     | 38,18 | 13,60 | 13,22 | 11,95 | 5,59 | 2,84 | 3,85 | 1,26 | 11 356   |
| Sesimbra (Castelo)  | 38,72 | 16,25 | 12,67 | 12,60 | 4,06 | 3,69 | 1,65 | 1,41 | 9 127    |
| Sesimbra (Santiago) | 39,07 | 15,62 | 16,97 | 11,56 | 3,72 | 3,34 | 1,02 | 0,48 | 2 068    |
| Sesimbra            | 38,48 | 14,86 | 13,34 | 12,18 | 4,80 | 3,23 | 2,70 | 1,25 | 22 551   |

### Setúbal
| Partido                 | Partido                              | Votos   | %               | +/-  |
| ----------------------- | ------------------------------------ | ------- | --------------- | ---- |
|                         | Partido Socialista                   | 20 435  | 37,83 / 100,00  | 3,68 |
|                         | Partido Social Democrata             | 8 629   | 15,97 / 100,00  | -    |
|                         | Bloco de Esquerda                    | 7 258   | 13,44 / 100,00  | 0,39 |
|                         | CDU - Coligação Democrática Unitária | 7 190   | 13,31 / 100,00  | 2,37 |
|                         | Pessoas–Animais–Natureza             | 2 469   | 4,57 / 100,00   | 2,46 |
|                         | CDS – Partido Popular                | 1 910   | 3,54 / 100,00   | -    |
|                         | CHEGA!                               | 965     | 1,79 / 100,00   | Novo |
|                         | LIVRE                                | 650     | 1,20 / 100,00   | 0,20 |
|                         | Outros (com menos de 1,00%)          | 2 664   | 4,93 / 100,00   |      |
| Votos Inválidos         | Votos Inválidos                      | 1 850   | 3,42 / 100,00   | 0,38 |
| Total                   | Total                                | 54 020  | 100,00 / 100,00 |      |
| Eleitorado/Participação | Eleitorado/Participação              | 104 875 | 51,51 / 100,00  | 5,37 |

| Freguesia                          | %     | %     | %     | %     | %    | %    | %    | %    | Votantes |
| Freguesia                          | PS    | PSD   | BE    | CDU   | PAN  | CDS  | CH   | L    | Votantes |
| ---------------------------------- | ----- | ----- | ----- | ----- | ---- | ---- | ---- | ---- | -------- |
| Azeitão (São Lourenço e São Simão) | 36,43 | 19,48 | 11,96 | 10,88 | 5,06 | 4,50 | 1,93 | 1,48 | 9 841    |
| Gâmbia-Pontes-Alto da Guerra       | 37,19 | 14,58 | 12,10 | 16,77 | 4,54 | 3,18 | 1,79 | 1,26 | 3 017    |
| Sado                               | 40,14 | 6,04  | 15,20 | 21,76 | 2,78 | 1,93 | 1,07 | 0,52 | 2 698    |
| São Sebastião                      | 39,85 | 11,67 | 14,41 | 14,79 | 4,74 | 2,77 | 2,25 | 1,12 | 20 439   |
| Setúbal                            | 36,07 | 20,65 | 13,09 | 11,11 | 4,38 | 4,17 | 1,29 | 1,24 | 18 025   |
| Setúbal                            | 37,83 | 15,97 | 13,44 | 13,31 | 4,57 | 3,54 | 1,79 | 1,20 | 54 020   |

### Sines
| Partido                 | Partido                                         | Votos  | %               | +/-  |
| ----------------------- | ----------------------------------------------- | ------ | --------------- | ---- |
|                         | Partido Socialista                              | 2 098  | 36,31 / 100,00  | 2,84 |
|                         | CDU - Coligação Democrática Unitária            | 926    | 16,03 / 100,00  | 3,11 |
|                         | Bloco de Esquerda                               | 863    | 14,94 / 100,00  | 1,00 |
|                         | Partido Social Democrata                        | 747    | 12,93 / 100,00  | -    |
|                         | Pessoas–Animais–Natureza                        | 218    | 3,77 / 100,00   | 2,36 |
|                         | CDS – Partido Popular                           | 157    | 2,72 / 100,00   | -    |
|                         | CHEGA!                                          | 87     | 1,51 / 100,00   | Novo |
|                         | Partido Comunista dos Trabalhadores Portugueses | 76     | 1,32 / 100,00   | 0,87 |
|                         | LIVRE                                           | 62     | 1,07 / 100,00   | 0,46 |
|                         | Outros (com menos de 1,00%)                     | 261    | 4,52 / 100,00   |      |
| Votos Inválidos         | Votos Inválidos                                 | 283    | 4,90 / 100,00   | 1,72 |
| Total                   | Total                                           | 5 778  | 100,00 / 100,00 |      |
| Eleitorado/Participação | Eleitorado/Participação                         | 12 085 | 47,81 / 100,00  | 7,55 |

| Freguesia  | %     | %     | %     | %     | %    | %    | %    | %    | %    | Votantes |
| Freguesia  | PS    | CDU   | BE    | PSD   | PAN  | CDS  | CH   | PCTP | L    | Votantes |
| ---------- | ----- | ----- | ----- | ----- | ---- | ---- | ---- | ---- | ---- | -------- |
| Porto Covo | 43,78 | 12,45 | 10,58 | 15,35 | 2,49 | 3,73 | 1,24 | 1,04 | 0,83 | 482      |
| Sines      | 35,63 | 16,35 | 15,33 | 12,71 | 3,89 | 2,62 | 1,53 | 1,34 | 1,10 | 5 296    |
| Sines      | 36,31 | 16,03 | 14,94 | 12,93 | 3,77 | 2,72 | 1,51 | 1,32 | 1,07 | 5 778    |